# Гікор
Про однойменний фільм 1934 року див. Гікор
«Гікор» — радянський художній фільм 1982 року, друга екранізація однойменного оповідання Ованеса Туманяна.

## Сюжет
Селянин Амбо вирішив вивести свого 12-річного сина Гікора в люди, для цього він везе його в місто, щоб той там працював і по можливості вивчився. Амбо залишає сина у купця Артема, як прислугу. Але Гікор потрапив не в ті руки, купець і його сім'я опинилися черствими і жадібними людьми. Вони нещадно експлуатують хлопчика. Люди заздрили добре одягненому і нагодованому прикажчику, але ніхто не бачив його справжніх страждань. Він сильно сумував за домівкою і рідними краями, особливо за своєю коровою. Незабаром прийшла зима, і застуда наздогнала виснаженого від несолодкого життя Гікора, він зліг. У маренні він навіть не впізнав батька, який приїхав за ним. Через пару днів Амбо, який поховав сина, повертається додому.

## У ролях
- Альберт Гулінян —  Гікор
- Сос Саркісян —  Амбо
- Галя Новенц —  Нані
- Армен Джигарханян —  Купець Артем
- Женя Аветисян —  Нато
- Емма Степанян —  Бабуся

## Знімальна група
- Режисер — Сергій Ісраелян
- Сценарист — Генріх Малян
- Оператори — Степан Мартиросян, Мартин Шахбазян
- Композитор — Тигран Мансурян
- Художники — Михайло Антонян, Грета Налчаджян